# ジョルジョ・ジャン

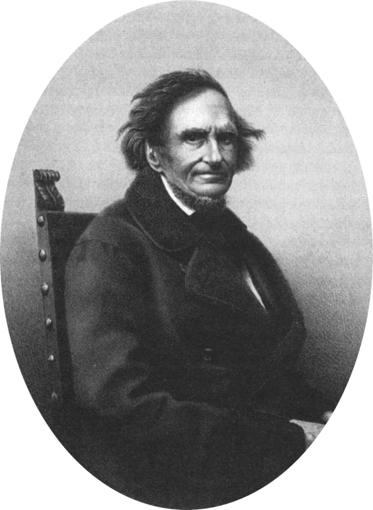
ジョルジョ・ジャン

ジョルジョ・ジャン（Giorgio Jan または Georg Jan、Georges Jan、1791年12月21日 – 1866年5月8日）は、ウィーン生まれのイタリアの分類学者、動物学者、植物学者、著述家である。

## 略歴
ウィーンで生まれた。ウィーン大学で助手を務めた後、パルマ大学の植物学の教授と植物園の職を得た。当時のパルマ公国はウィーン会議で、オーストリアの支配から切り離された時代である。
イタリアの博物学者、ジュゼッペ・デ・クリストフォリスが1837年に没し、膨大な博物学標本が自然史博物館を創立を条件にミラノ市に寄贈されると、翌年創立されたミラノ市立自然史博物館（Museo Civico di Storia Naturale di Milano）の館長にジャンが就任し、ジャンも自らのコレクションを寄贈した。この博物館はイタリア最初の博物館となった。ジャンは博物学者で博物画家のフェルディナンド・ソレデリ（Ferdinando Sordelli）を雇った。ソレデリは後にジャンの著作の図版を描くことになった。
専門は植物学であったが、化石や鉱物などの標本も収集した。ジュゼッペ・デ・クリストフォリスとともに、標本の目録を作り、コレクターとの交換や販売に用いた。多くの昆虫や軟体動物の新種を記載した。
爬虫類、両生類の分野で、85以上の新種の記載を行った。1860年代に『蛇類図鑑』（"Iconographie General des Ophidiens"）の編集を始め、これはジャンの没後に、一部ソレデルが執筆し完成した。
Hypsiglena torquata jani、Pituophis deppei janiなどの蛇類の種の学名に献名されている。

## 著作
- Catalogus plantarum phanerogamarum, ad usum botanophilorum exsiccatarum. 1818.
- Elenchus plantarum que in horto ducali botanico parmesi…. 1831.
- Iconographie générale des ophidiens (1860)